# Xã Charlevoix, Michigan
Xã Charlevoix (tiếng Anh: Charlevoix Township) là một xã thuộc quận Charlevoix, tiểu bang Michigan, Hoa Kỳ. Năm 2010, dân số của xã này là 1.645 người.